# Седам гробница и стари нишани (Чајниче)
Седам гробница и стари нишани на локалитету Добро село у насељу Судићи, општина Чајниче у Републици Српској национални су споменик Босне и Херцеговине. Заштићено историјско подручје чини седам гробница (сантрача) и 10 старих нишана.

## Опис добра
Седам гробница и стари нишани налазе се у оквиру локалног гробља, изнад насеља Добро село. Заштићени локалитет простире се на у радијусу од 5 m од крајних тачака и заузима површину од 263 m². Нишани су израз за усправно стојеће камене споменике изнад гробних места. Сам израз потиче из турског и персијског језика и у преводу значи „белег“ или „знак“. Заштићени нишани на локалитету Добро село имају знакове померања, те није утврђено да ли они припадају данашњим гробовима изнад којих стоје. Седам гробница налазе се у два реда. У једном реду има три а у другом четири гробна места. Гробови сантраче зидани су од блокова камене седре и старијег су датума. На гробовима нема јасних натписа коме припадају. Такође, поједини гробови украшени су уклесаним орнаментима. Гробови су душине између 175 и 208 cm и ширине између 100 и 130 cm.

## Степен заштите
Седам гробница и стари нишани на локалитету Добро село у насељу Судићи нису били уписани у Регистар споменика културе Социјалистичке Републике Босне и Херцеговине. Комисија за очување националних споменика у Босни и Херцеговини је, 13. маја 2009. године, прогласила историјско подручје — седам гробница и стари нишани националним спомеником.
На заштићеном локалитету су дозвољени искључиво истраживачки и конзерваторско-рестаураторски радови.